# Barão de Ovar
Barão de Ovar é um título nobiliárquico criado por D. Maria II de Portugal, por Decreto de 20 de Setembro de 1840, em favor de António da Costa e Silva, depois 1.º Visconde de Ovar.
Titulares
1. António da Costa e Silva, 1.º Barão e 1.º Visconde de Ovar.